# 布拉萨克 (上卢瓦尔省)
布拉萨克（法語：Blassac，法語發音：[blasak]）是法国上卢瓦尔省的一个市镇，属于布里尤德区。

## 地理
布拉萨克（45°10'13"N, 3°23'59"E）面积12.56 平方千米，位于法国奥弗涅-罗讷-阿尔卑斯大区上盧瓦爾省，该省份为法国中南部省份，北起多姆山省和卢瓦尔省，西接康塔爾省，南至洛泽尔省，东临阿尔代什省。
与布拉萨克接壤的市镇（或旧市镇、城区）包括：阿利、拉武特希亚克、圣西尔格、圣伊尔皮兹、圣普里瓦迪德拉贡、阿列新城。

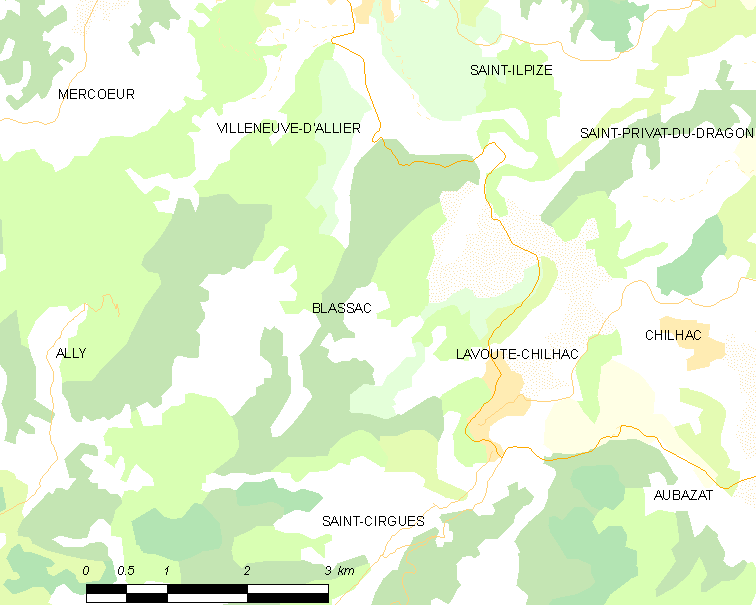
的OSM定位图

布拉萨克的时区为UTC+01:00、UTC+02:00（夏令时）。

## 行政
布拉萨克的邮政编码为43380，INSEE市镇编码为43031。

## 政治
布拉萨克所属的省级选区为拉法耶特地区县。

## 人口

1962-2008年间人口变化图示

布拉萨克于2022年1月1日时的人口数量为129人。